# Arhopala esava
Arhopala esava är en fjärilsart som beskrevs av Corbet 1941. Arhopala esava ingår i släktet Arhopala och familjen juvelvingar. Inga underarter finns listade i Catalogue of Life.